# Aratinga žlutý
Aratinga žlutý (Guaruba guarouba, dříve Aratinga guarouba) je druh papouška z čeledi papouškovitých. Je jediným druhem monotypického rodu Guaruba.

## Výskyt

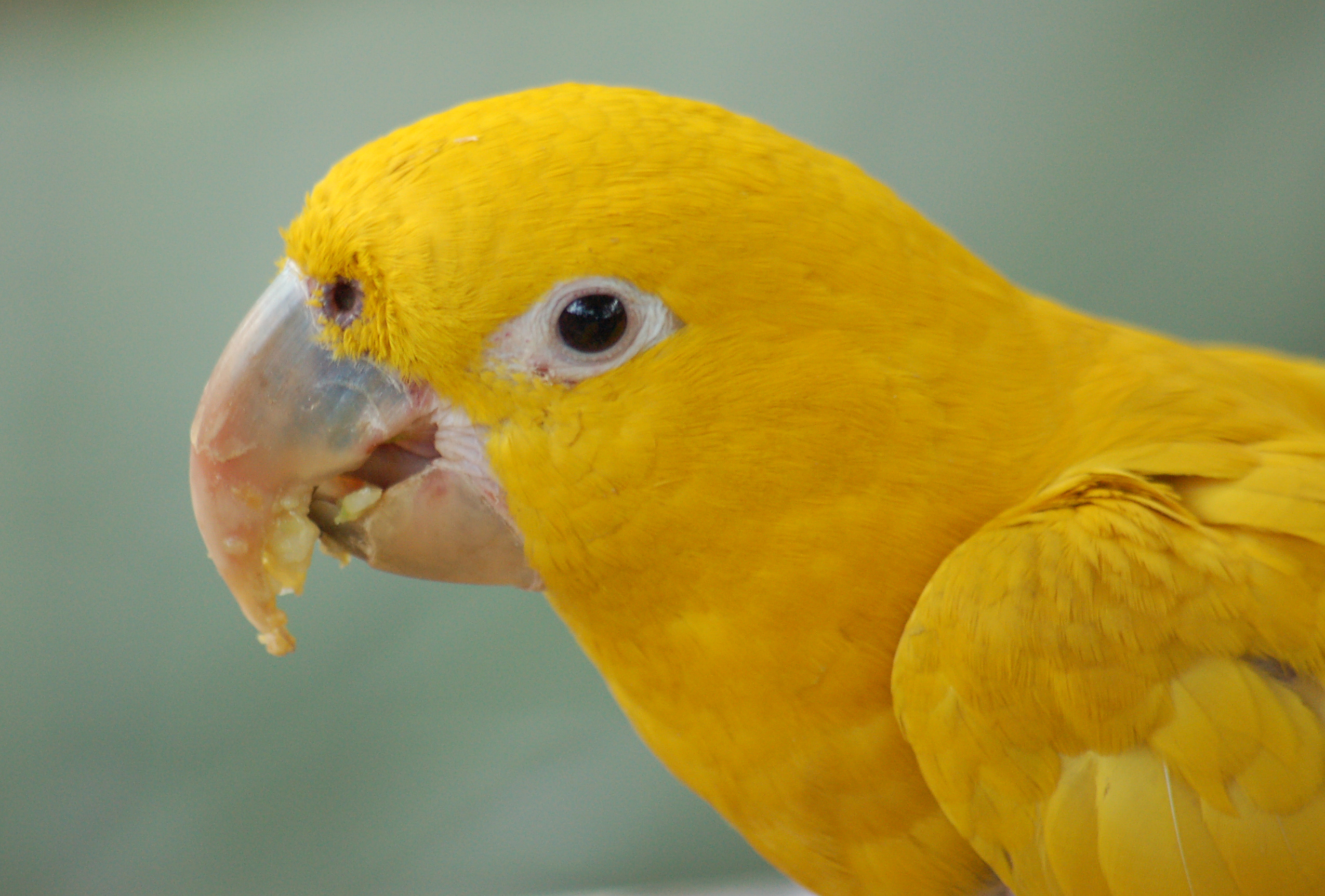
Detailní pohled na hlavu

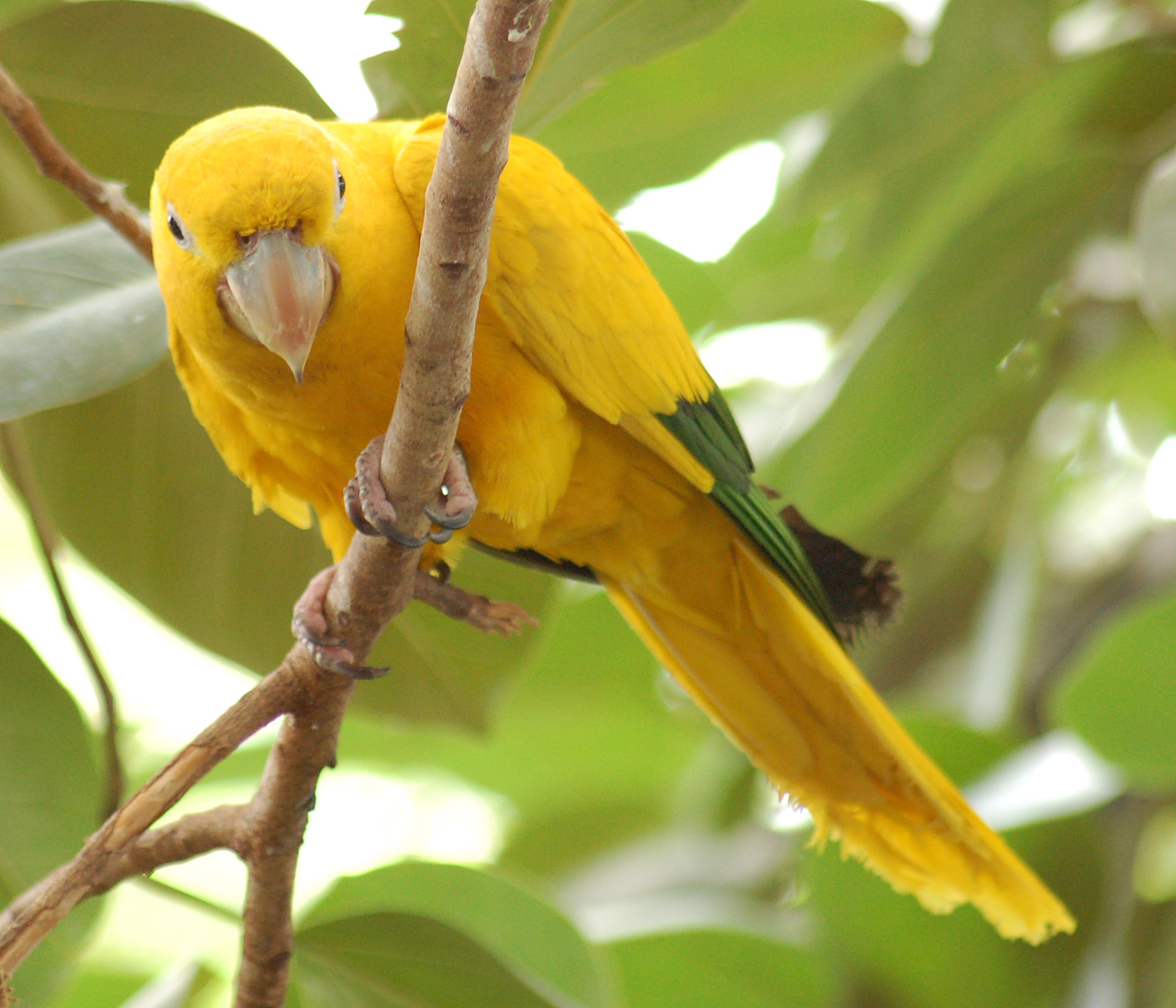
Aratinga žlutý na stromě

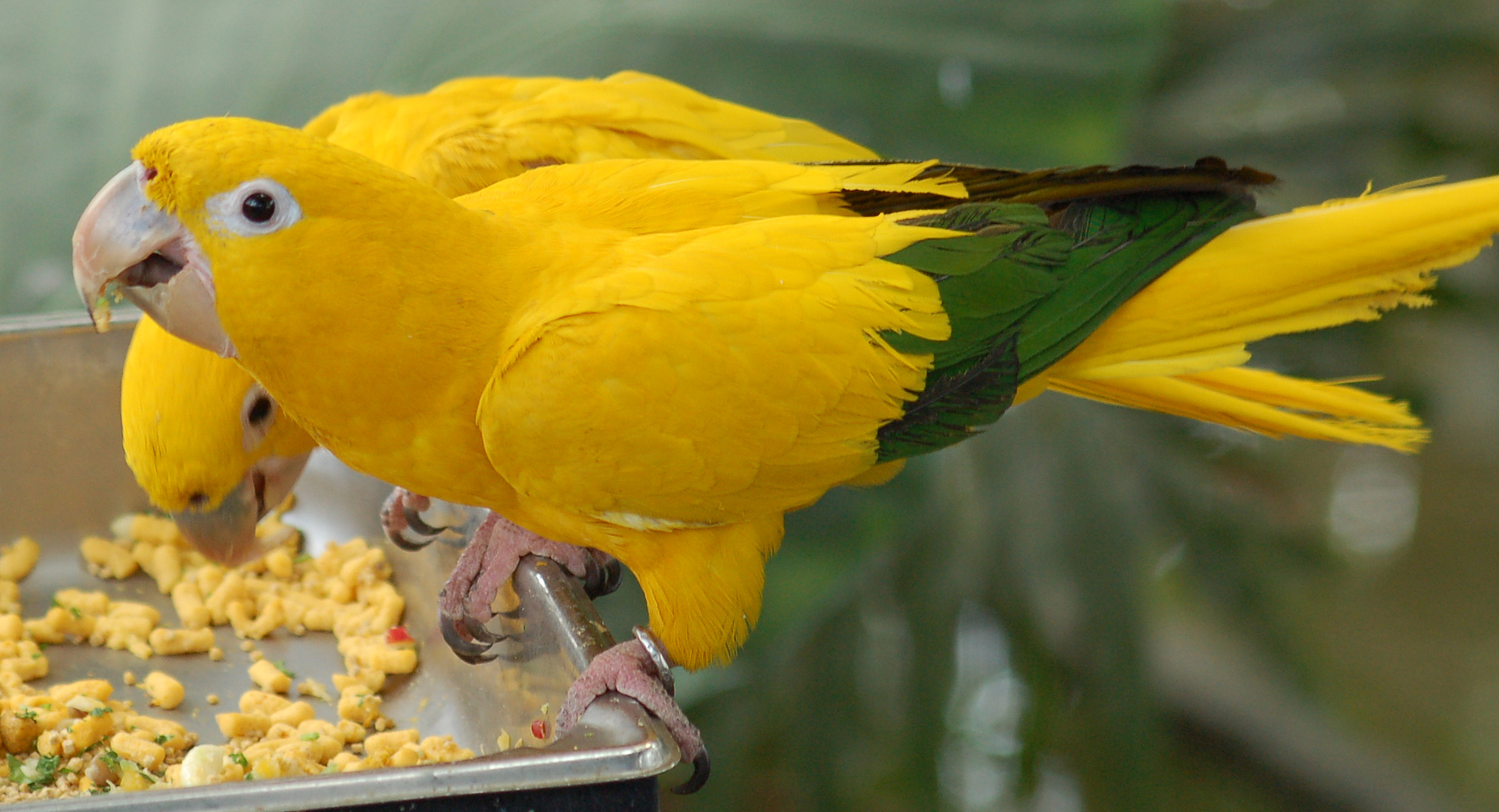
Dvojice aratingů žlutých při krmení

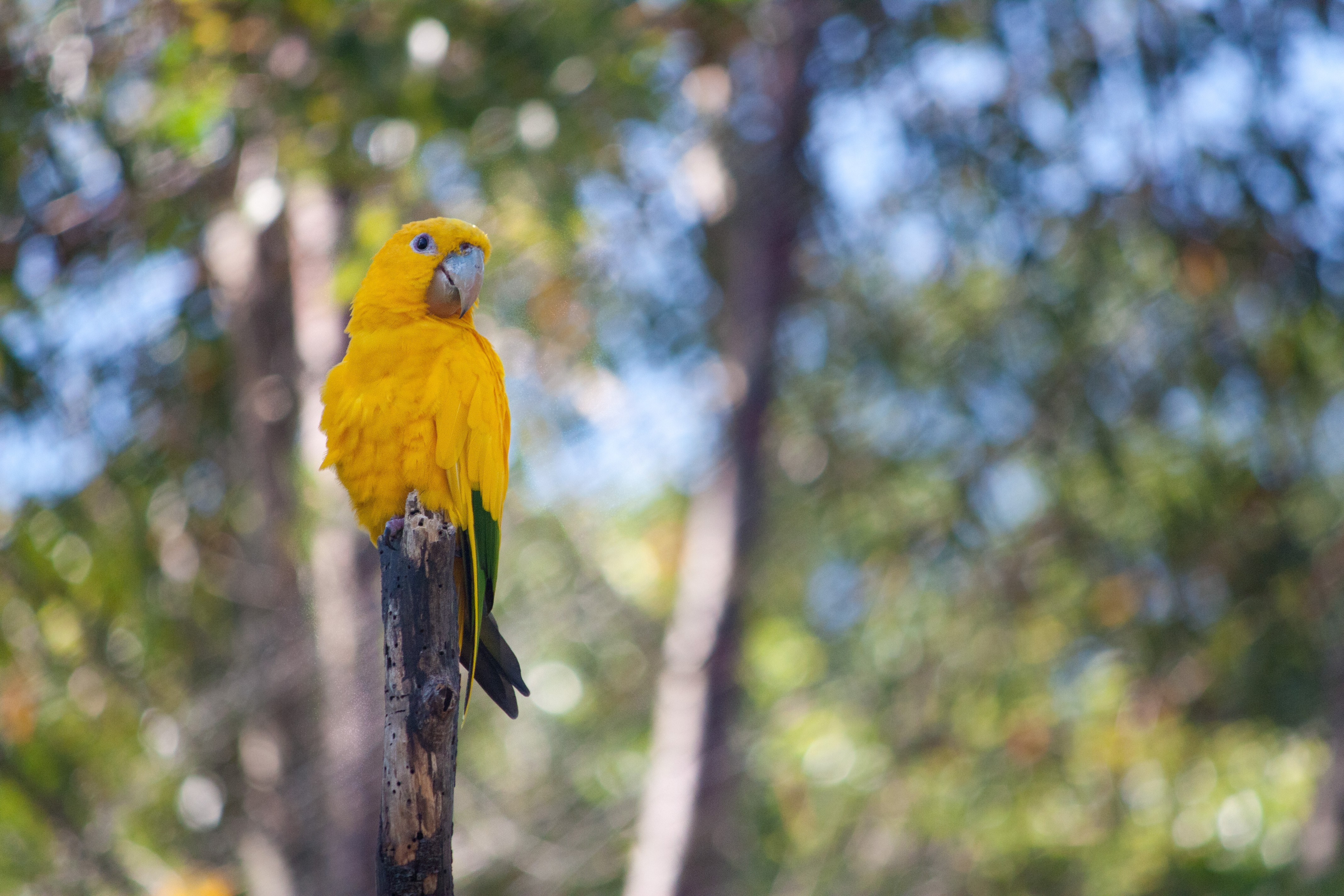
Aratinga žlutý

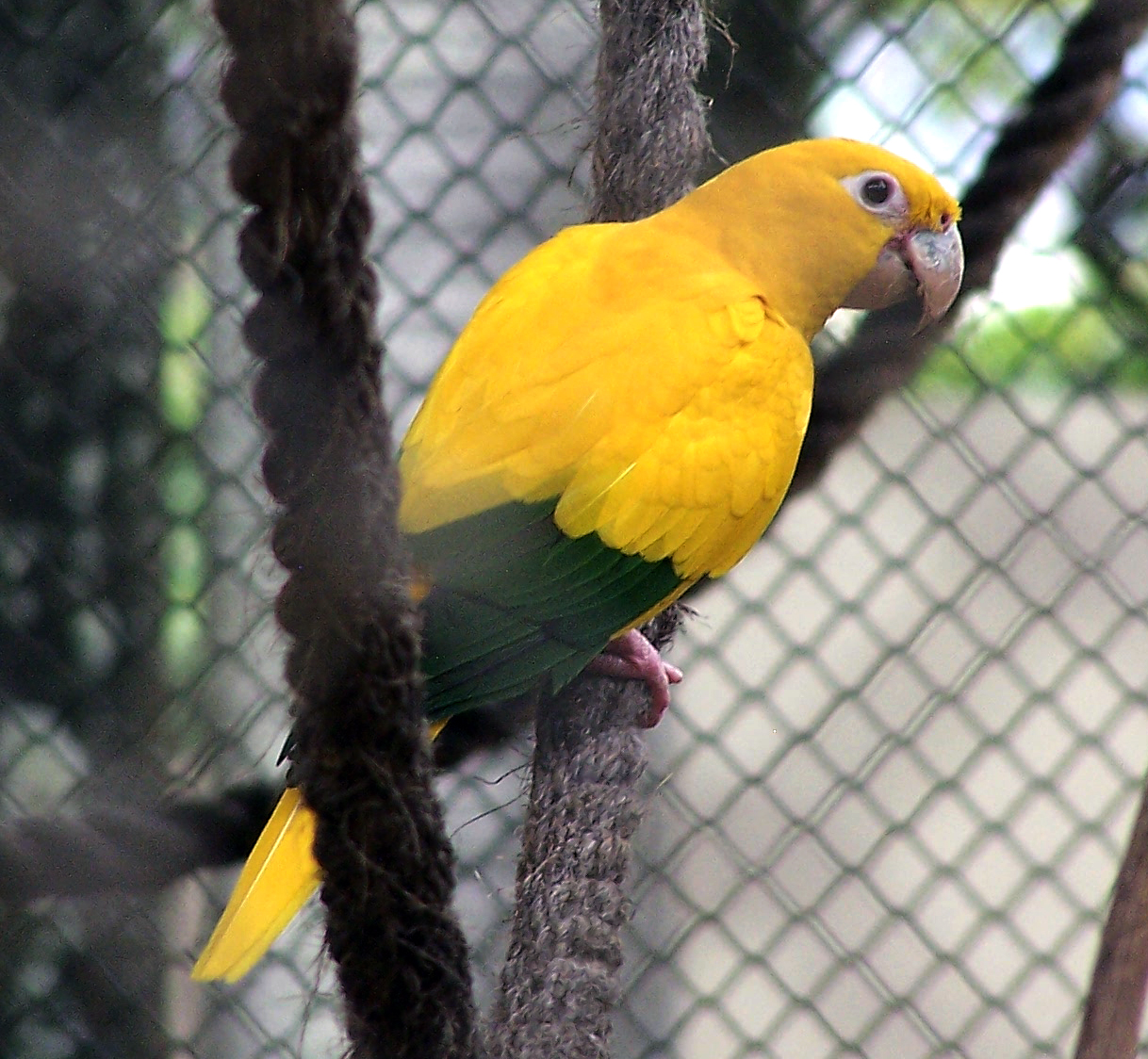
Aratinga žlutý v zoologické zahradě

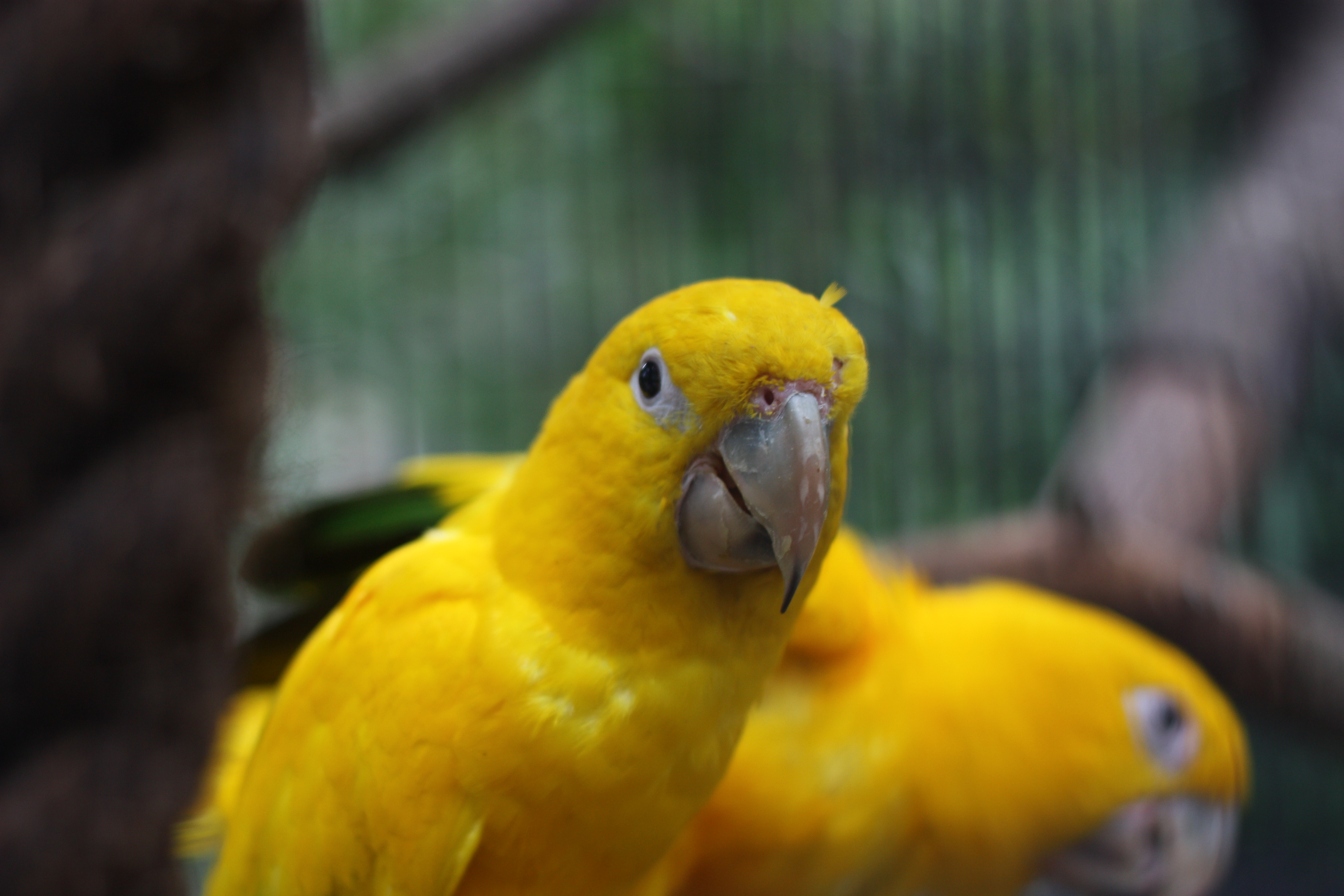
Aratinga žlutý

Aratinga žlutý se vyskytuje v Jižní Americe, konkrétně v Brazílii v okolí řek Tocantins, Xingu a Tapajós. Jeho hlavní výskyt je ve státě Pará, dále se vyskytuje ve státech Amazonas a Mato Grosso. Životní prostředí papoušků se během roku mění; mimo hnízdící sezónu přebývají ve vysokých pralesích, které během hnízdní sezóny opouštějí a stěhují se do otevřené krajiny na okraji lesů, jako jsou například zemědělská pole.

## Popis
Aratinga žlutý je vysoký 34 cm a váží 250 g. Celé tělo je zbarveno výraznou žlutou barvou, výjimkou je spodní část křídel, která je tmavě zelená. Běháky jsou růžové s černými drápy, zobák růžový, kolem oka s nevýraznou tmavou duhovkou je viditelný růžový až bílý oční kroužek. Mezi samcem a samicí neexistuje žádný pohlavní dimorfismus.

## Chování
Aratinga žlutý je velmi společenský papoušek, kterého lze spatřit ve velkých skupinách. V nich se vyskytuje během krmení, spánku, ale i během hnízdící sezóny. Výjimečné na těchto papoušcích je to, že pomáhají hnízdícím párům s odchovem jejich mláďat.

## Rozmnožování
Hnízdní sezóna aratingy žlutého je mezi listopadem a únorem. Hnízdí na vysokých stromech v hlubokých dutinách, kam snese čtyři bílá vejce, která následně agresivně střeží. Samice a samec se střídají v sezení na vejcích, která se vylíhnou po třiceti dnech. Pohlavní dospělosti dosahuje aratinga žlutý ve třech letech, avšak až do svých šesti až osmi let má tendenci snášet neoplodněná vejce.
Po vylíhnutí jsou mláďata pokryta bílým prachovým peřím, které do týdne ztmavne. Na konci třetího týdne života se začínají vyvíjet letky na křídlech. Mláďata jsou hravá, ale vůči svým sourozencům se mohou chovat hrubě. Mláďata bývají lovena tukany, kvůli čemuž jsou vždy tvrdě chráněna několika členy rodinné skupiny.

## Potrava
Aratingové žlutí se živí především ovocem, jako je mango, nance nebo plody euterpe brazilské. Dále se živí různými květy, pupeny, semeny, ale i užitkovými rostlinami, jako je například kukuřice.

## Ohrožení
Aratinga žlutý je podle červeného seznamu IUCN klasifikován jako zranitelný taxon a podle CITES je umístěn v kategorii I, která zakazuje jakýkoliv mezinárodní obchod s tímto druhem papouška. Aratinga je ohrožený především kvůli odlesňování, povodním a jeho odchytávání do zajetí, kde je na něj vysoká poptávka vzhledem k jeho atraktivnímu zbarvení. Místně jsou papoušci kvůli požírání užitkových rostlin považováni za škůdce, a jsou loveni sportovně, ale i pro maso. V současnosti je odhadován počet volně žijících papoušků mezi deseti a dvaceti tisíci. Velký úbytek papoušků též způsobila výstavba vodní elektrárny Tucuruí v letech 1975 až 1984.

## Galerie

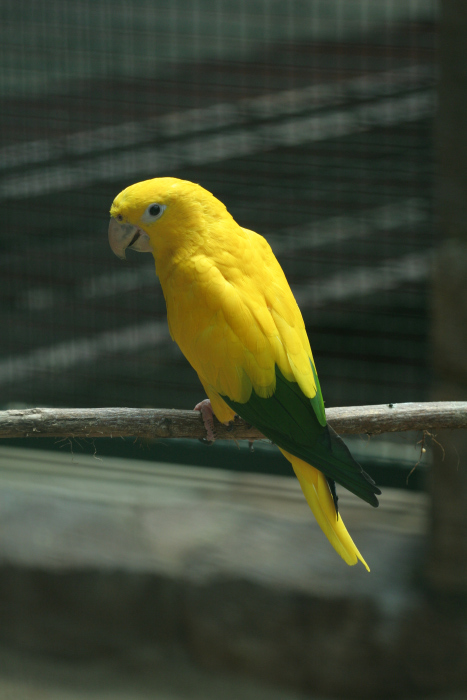
Aratinga žlutý
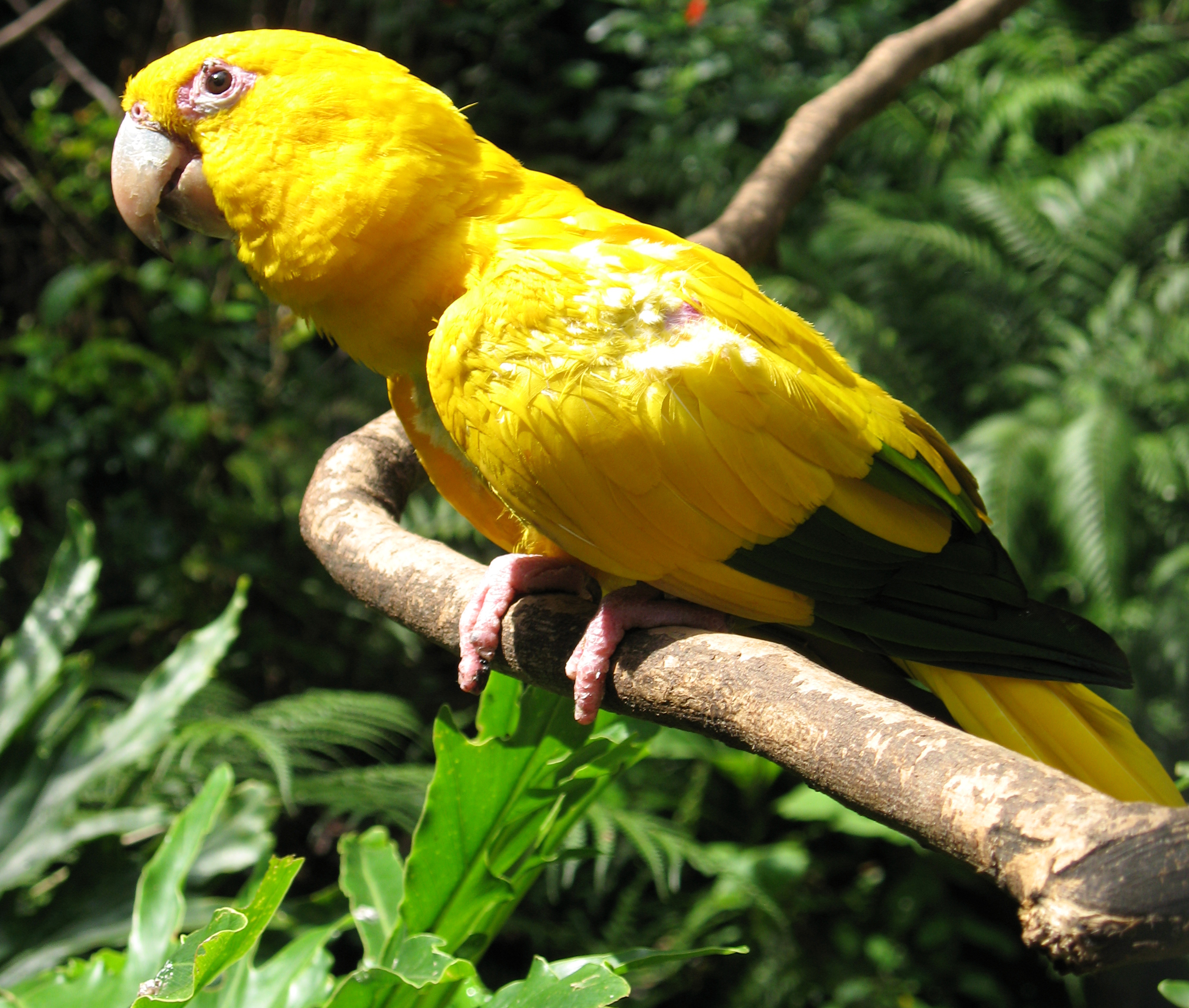
Aratinga žlutý
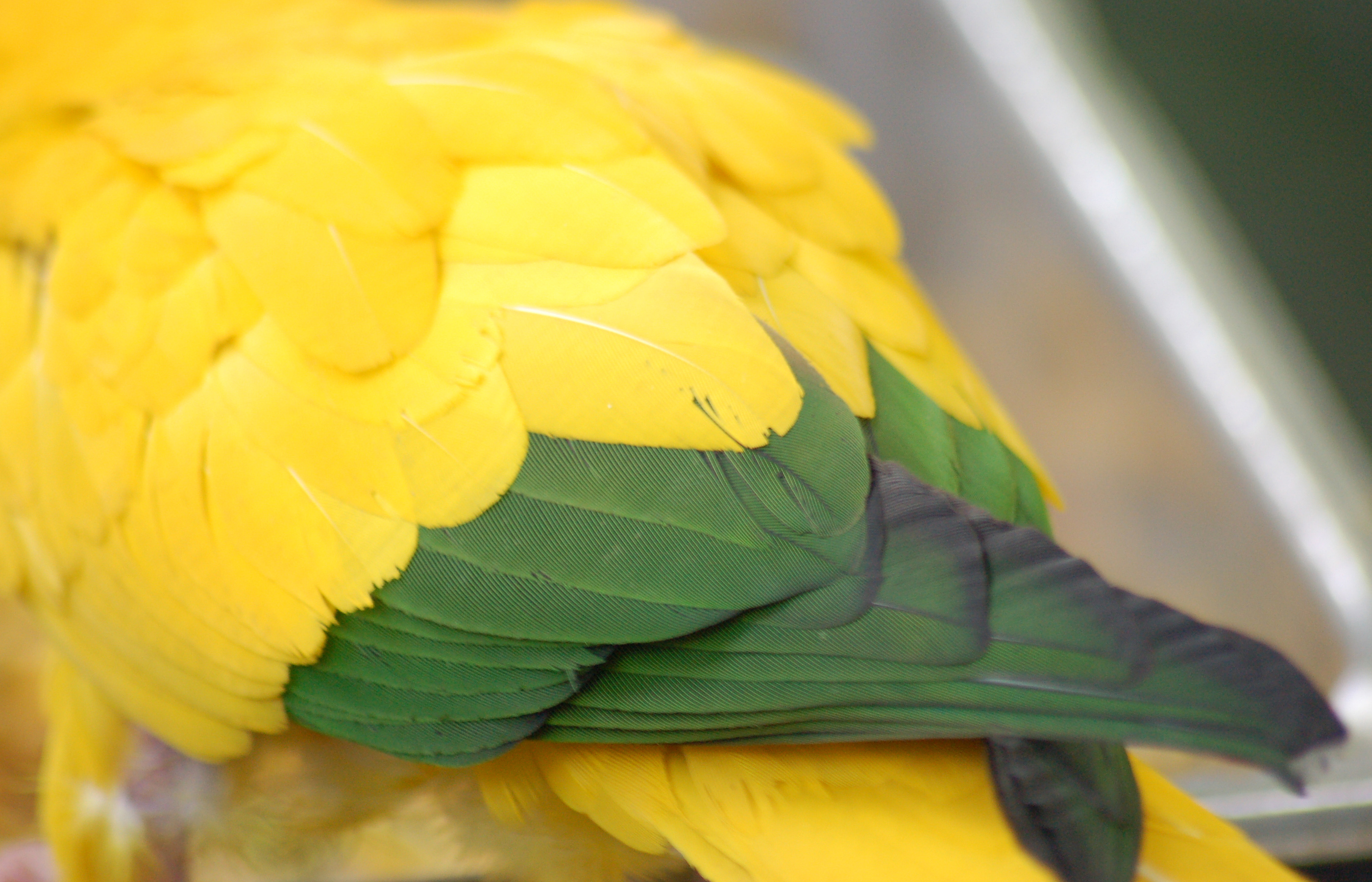
Detailní pohled na zelenou zadní část křídel
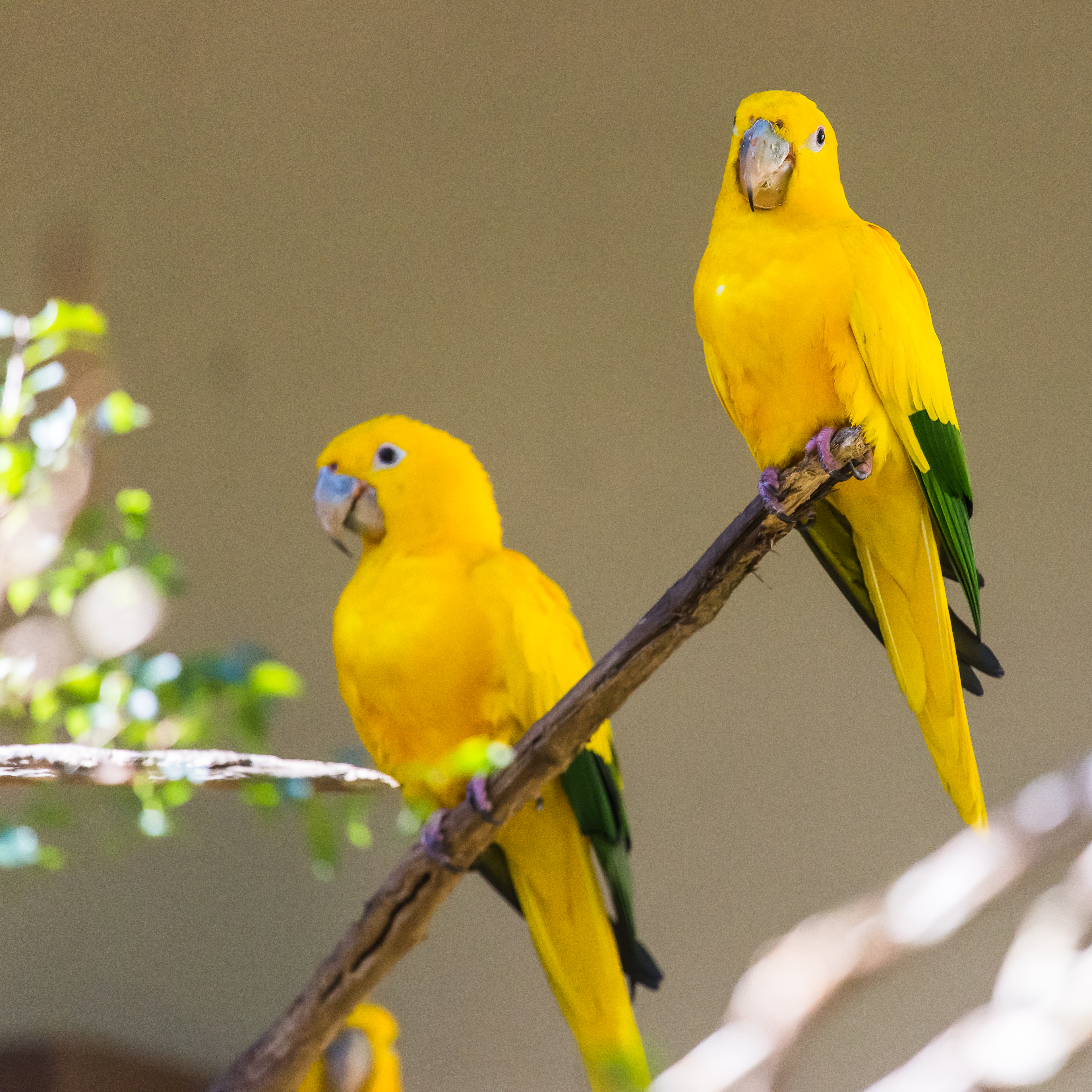
Pár aratingů žlutých
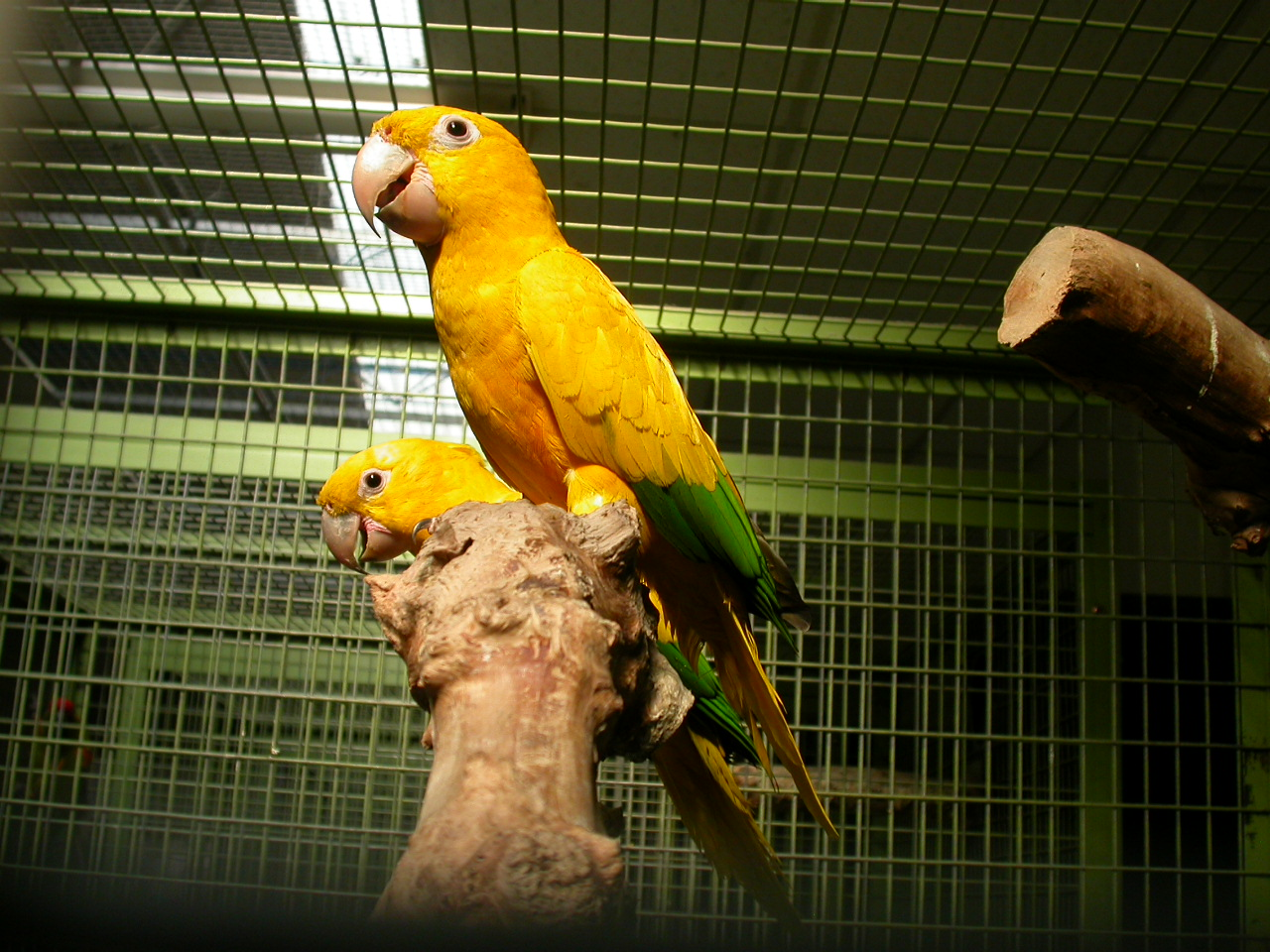
Pár aratingů žlutých v zajetí
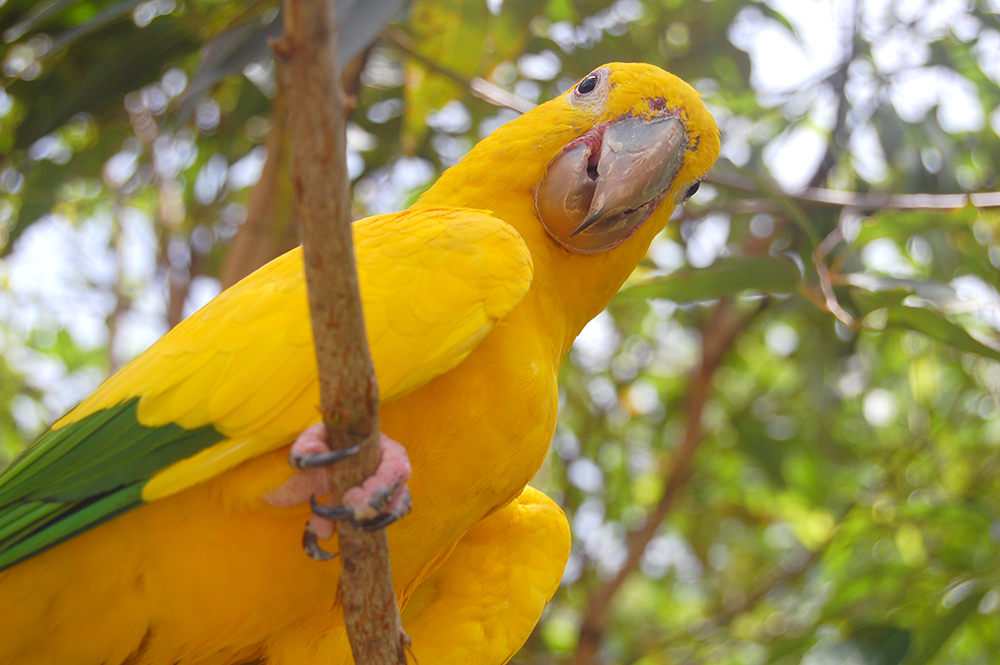
Aratinga žlutý
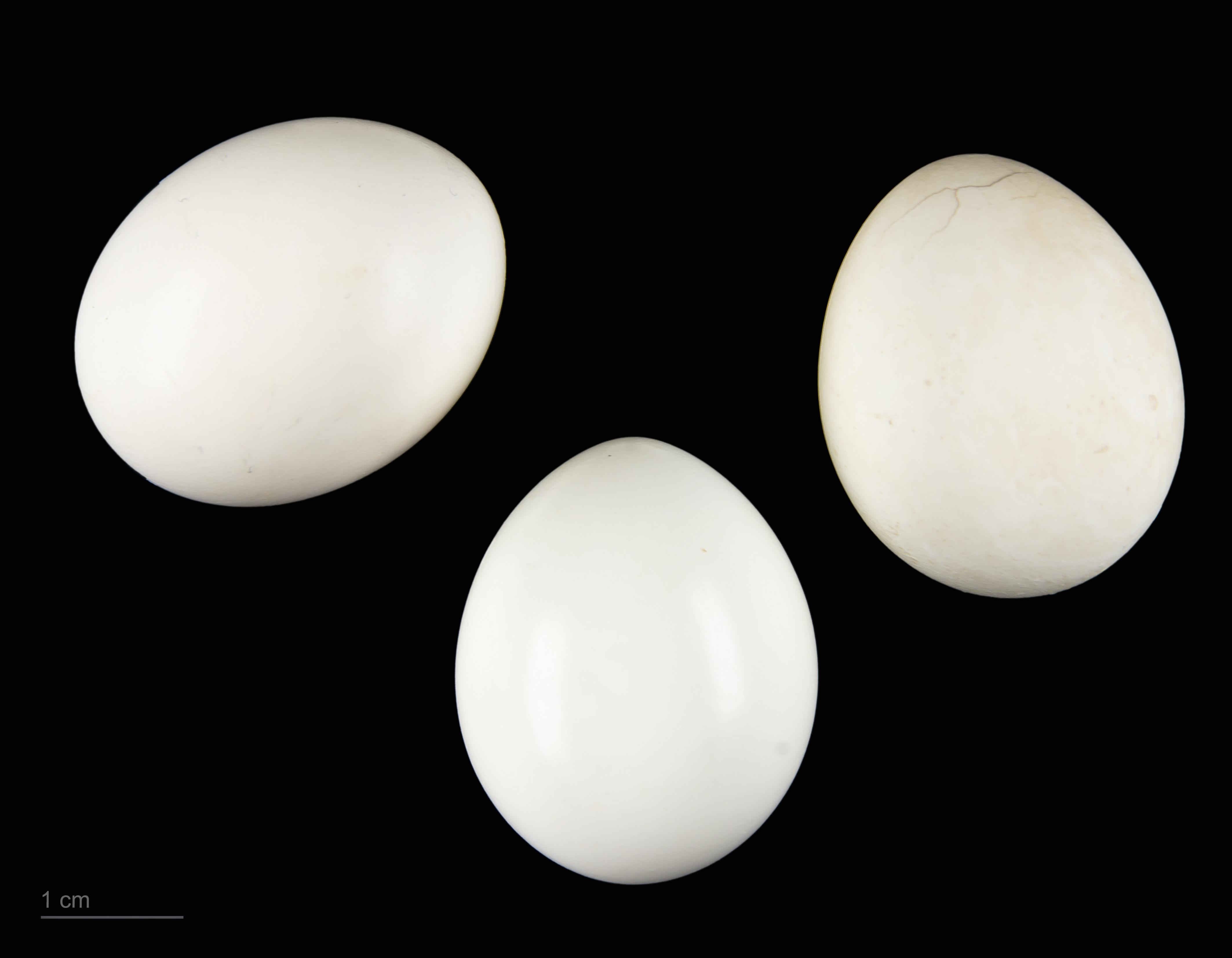
Vejce aratingy žlutého